# 羅應兆
羅應兆（1544年—？），字元發，直隸蘇州府吳縣人，民籍，明朝政治人物。

## 生平
嘉靖三十七年（1558年）戊午科應天府鄉試第三十二名，萬曆二年（1574年）甲戌科會試第一百七名，登三甲第一百九十九名進士。官松阳县知县，調廣東南海县，万历五年正月以拾遗调简僻。

## 家族
曾祖羅繹；祖父羅德厚；父羅照。母袁氏；繼母徐氏。永感下。